# DIN 19700
Die DIN 19700 ist eine Normenreihe über Stauanlagen. Die Erstausgabe stammt vom Februar 1953, weitere vom Dezember 1965 und vom Januar 1986. Vorher gab es Vorläufer unter anderem Namen: Die Anleitung für den Entwurf, Bau und Betrieb von Talsperren mit Ausgaben von 1930 und 1933.
Eine überarbeitete Fassung wurde im Juli 2004 in sechs Teilen herausgegeben. Dabei wurden die Maßgaben der in der DDR geltenden Normenreihe TGL 21239 berücksichtigt.
Zur Norm zählt eine Einteilung der Stauanlagen nach Klassen. Maßgeblich für die Überarbeitung waren die Vereinheitlichung und Weiterentwicklung der Sicherheitsanforderungen an die Absperrbauwerke (Staudämme und Staumauern) von Stauanlagen. Die Sicherheit soll auch bei Extremereignissen gewährleistet bleiben.